# Pachychernes corticalis
Espèce
Pachychernes corticalis est une espèce de pseudoscorpions de la famille des Chernetidae.

## Distribution
Cette espèce est endémique d'Aruba.

## Description
Le mâle holotype mesure 3,42 mm et les femelles de 2,93 à 6,14 mm.

## Publication originale
- Tooren, 2008 : New Neotropical pseudoscorpions (Pseudoscorpiones) from Aruba, Trinidad and Saba (Lesser Antilles), with some new localities of pseudoscorpions from Aruba and Bonaire. Zoologische Mededelingen, vol. 82, no 40, p. 101-113 (texte intégral) [PDF].